# Banque du Botswana
Pour les articles homonymes, voir BOB.

Logo de la Banque du Botswana.

La Banque du Botswana (en anglais : Bank of Botswana ou BoB) est la banque centrale du Botswana.
Fondée en 1975, son siège principal se trouve à Gaborone. Depuis 2016, le gouverneur de la Banque du Botswana est Moses Dinekere Pelaelo.

## Liste des directeurs
- 1999-2016 : Linah Kelebogile Mohohlo[2]
- Depuis 2016 : Moses Dinekere Pelaelo